# Níver Arboleda
Níver Arboleda Díaz (Bogotà, 8 dicembre 1967 – Guatemala, 5 ottobre 2011) è stato un calciatore colombiano, di ruolo attaccante.
È scomparso nel 2011 all'età di 43 anni, a causa di un infarto verificatosi durante un'operazione chirurgica.

## Caratteristiche tecniche
Giocava come attaccante, e la rapidità era il suo punto di forza.

## Carriera

### Club
Iniziò a giocare nell'Atlético Nacional, giocando durante la vittoriosa Coppa Libertadores 1989, partecipando a uno dei periodi più fulgidi del club colombiano, arrivando a disputare la Coppa Intercontinentale da titolare; nel 1992 passò al Deportivo Cali, dove giocò fino al 1995: proprio in quell'anno si concretizzò infatti il suo passaggio al Veracruz, che segnò l'inizio della militanza del giocatore nel campionato messicano di calcio, che durerà poi fino al 2000. Dopo la prima stagione al Veracruz, fu il Club Zacatepec ad assicurarsi le prestazioni della punta colombiana, che passò dunque a giocare in seconda divisione messicana. Nel 2001 passò allo Zhejiang Lucheng, squadra cinese che fu anche la sua ultima squadra da professionista, nonostante un periodo in prova in Guatemala, al Comunicaciones.

### Nazionale
Con la Colombia ha giocato nel 1991 e durante la Copa América 1995, sotto la guida di Francisco Maturana prima ed Hernán Darío Gómez poi, totalizzando 5 presenze, di cui due di queste durante la Copa América.

## Palmarès

### Club

#### Competizioni internazionali
- Coppa Libertadores: 1

Atlético Nacional: 1989